# Crataegus marshallii
Crataegus marshallii — вид квіткових рослин із родини трояндових (Rosaceae).

## Біоморфологічна характеристика

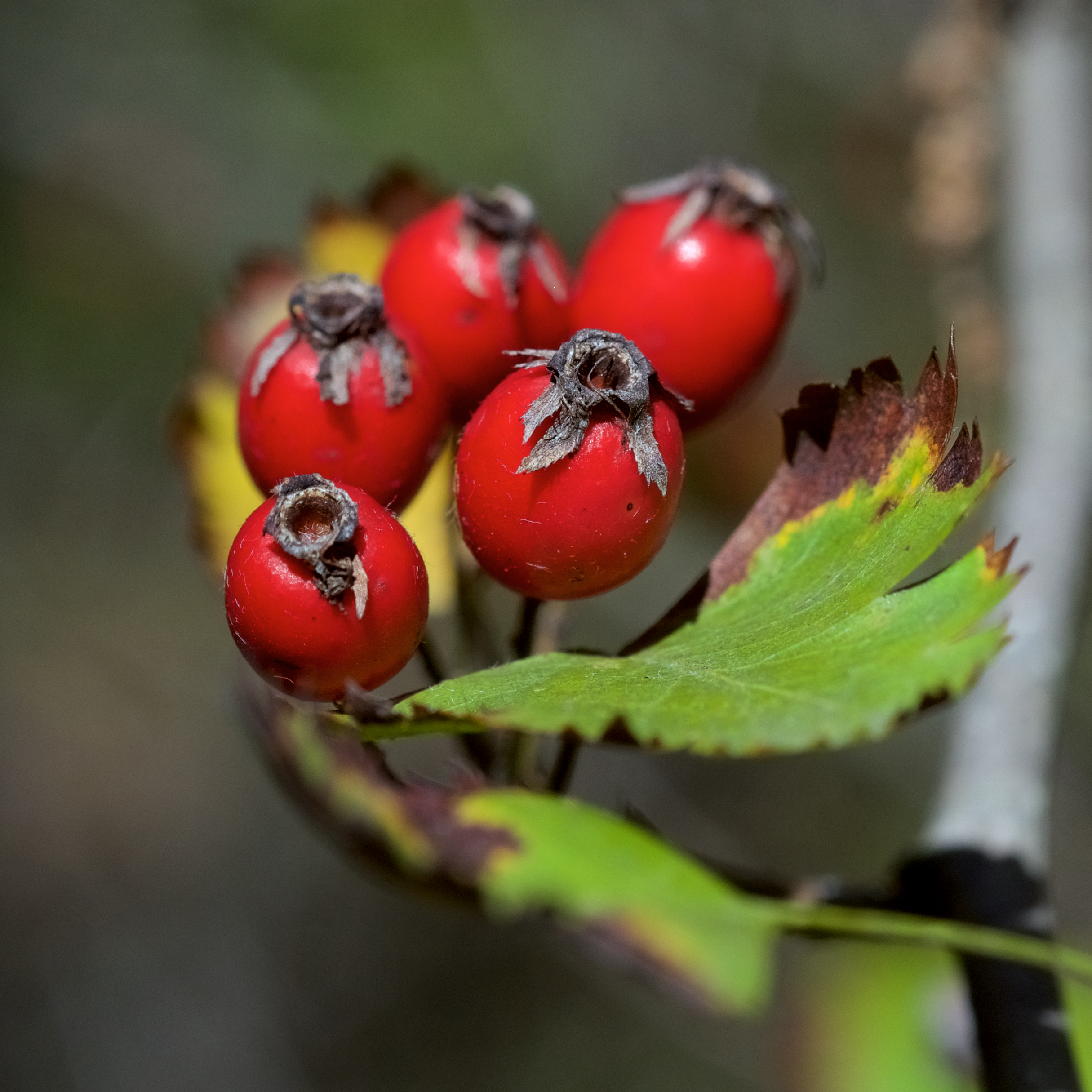
плоди

Це дерево чи кущ 20–80 дм заввишки. 1-річні гілочки темно-пурпурно-коричневі, старші темні, матово-сірі; колючки на гілочках прямі або злегка загнуті, 1.5–3 см, 3-річні темні, блискучі, тонкі, 2–3 см. Листки: ніжки листків довгі, запушені; листові пластини від широко яйцеподібних до дельтоподібних, 1.5–3 см, основа майже від широкого клиноподібної до ± усіченої, часточок по 3 на кожному боці, краї пилчасті, особливо до вершин часток, верхівка загострена, поверхні волохаті, особливо вздовж жилок знизу. Суцвіття 4–10-квіткові. Квітки 12–17 мм у діаметрі; гіпантій волосистий; чашолистки вузько-трикутні, краї злегка надрізані; тичинок 20; пиляки від глибоко-трояндових до червоних. 2n = 34, 51.

## Ареал
Зростає у південно-східній частині США (Алабама, Арканзас, Флорида, Джорджія, Іллінойс, Кентуккі, Луїзіана, Міссурі, Міссісіпі, Північна Кароліна, Оклахома, Південна Кароліна, Теннессі, Техас, Вірджинія).
Населяє алювіальні та інші ліси, легка тінь, відкриті місцевості, вапняні або мафітні породи, нагір'я; на висотах 10–500 метрів.

## Використання
Плоди вживають сирими чи приготованими чи сушать для пізнішого використання. М'якуш борошнистий.
Хоча конкретних згадок про цей вид не було помічено, плоди і квіти багатьох глоду добре відомі в трав'яній народній медицині як тонізувальний засіб для серця, і сучасні дослідження підтвердили це використання. Зазвичай його використовують у вигляді чаю або настоянки.
Деревина важка, тверда, міцна, дрібнозерниста. Не має особливої комерційної цінності, хоча він корисний для виготовлення ручок інструментів, молотків та інших дрібних предметів. Рослина іноді використовується як карликова підщепа для Crataegus aestivalis і Crataegus opaca.